# Uzgen
Uzgen (in kirghiso Өзгөн?, Özgön; in russo Узген?) è una città situata nella Regione di Oš, in Kirghizistan, vicino al confine uzbeko; è capitale dell'omonimo distretto.
È nota per la produzione di riso, che in Kirghizistan viene considerato tra i migliori, e per uno dei pochi monumenti del Kirghizistan, un minareto e tre mausolei sopravvissuti alle ire di Gengis Khan.